# USS LST-979
O USS LST-979 foi um navio de guerra norte-americano da classe LST que operou durante a Segunda Guerra Mundial.